# بيانفي
بيانفي هيبلدية (كوميون) في مقاطعة كونيو في منطقة بيدمونت الإيطالية، وتقع على بعد نحو 80 كيلومتر (50 ميل) جنوب تورينو ونحو 13 كيلومتر (8 ميل) شرق كونيو.
تقع بيانفي على حدود البلديات التالية: تشيوسا دي بيسيو، مارغاريتا (بيدمونت)، موندوفي، روكافورتي موندوفي، فيلانوفا موندوفي.

## روابط خارجية
- الموقع الرسمي